# Wincenty Piotr Wołłowicz
Wincenty Piotr Wołłowicz herbu Bogoria (zm. 9 listopada 1737 roku) – referendarz litewski w latach 1709–1727, podkomorzy mścisławski w 1699 roku, w 1727 zrezygnował z urzędu referendarza i został jezuitą.
Jako poseł województwa mścisławskiego był uczestnikiem Walnej Rady Warszawskiej 1710 roku. Poseł wileński na sejm nadzwyczajny 1712 roku i sejm nadzwyczajny (z limity) 1712/1713 roku. Poseł mścisławski na sejm 1718 roku i sejm 1720 roku.